# Johann Voldemar Jannsen
Johann Voldemar Jannsen (født 16. maj 1819 i Vana-Vändra i Pärnumaa, død 13. juli 1890 i Tartu) var en estisk journalist og digter.
Han skrev teksten til Estlands nationalsang, Mu isamaa, mu õnn ja rõõm, og var far til digteren Lydia Koidula. Som leder af organisationen som arrangerede den første landsdækkende sangfestival i Tartu i 1869, spillede Jannsen en vigtig rolle i vækkelsen af estlændernes nationalfølelse.